# Colascione
A colascione (olasz, kiejtése kb. „kolasóne”) egy 17. században Itáliában feltűnt hosszú nyakú, lantszerű pengetős hangszer. A barokk zenében sokféle változatát használták, utána feledésbe merült.
Egyéb elnevezései: canacione, canachion, colachon, canachon, calascianne, galizona, gallichono.

## Leírása
Kinézete a keleti hosszúnyakú lantokra, a tanburra, a sazra emlékeztet. Viszonylag kis méretű lantszerű felépítésű testhez hosszú, akár egy-másfél méteres nyak csatlakozik. A húrláb megoldása és a hanglyuk a nyugati lanthoz hasonlít, de a hangolófej teljesen eltérő típust képvisel, az arab lant vagy a rebek hangolófejéhez hasonlóan hátraívelő, a hangolókulcsok oldalsó állásúak. Eredetileg háromhúros volt, a 18. században a húrok száma növekedett. A fogólap bundozott.

## Neve
Nevének eredete tisztázatlan. Vagy a spanyol cola = 'farok'-ból, vagy a görög χαλάθιον = 'kis kosár'-ból származtatják a hosszú nyakra, illetve a kis lantszerű testre utalva.

## Története
Eredete nem tisztázott, a hasonlóság ellenére valószínűleg nem a nyugati lanttól származik, ennek leginkább a hangolófej formája mond ellent. A 17. századtól elsősorban continuo hangszernek használták, de feltehetőleg létezett kisebb, magasabbra hangolt változata is, ennek neve mezzo colascione vagy colasciontino volt. A 18. századtól a húrjainak száma növekedni kezdett, egészen a hat dupla húrig. Giuseppe Antonio Brescianello gallichono-tabulatúrája és Schiffelholz két gallichane-ra írott szonátái is ezt a húrozást követelik meg. Sokan úgy vélik, hogy a colascione e késői változata azonos a mandorával.